# Morteros
Morteros est une ville du département de San Justo, dans la province de Córdoba en Argentine.
Sa population était de 17 124 habitants en 2010.

## Personnalités liées à la commune
- Rodrigo Villagra (2001-), footballeur argentin né à Morteros.